# Lachamp-Raphaël

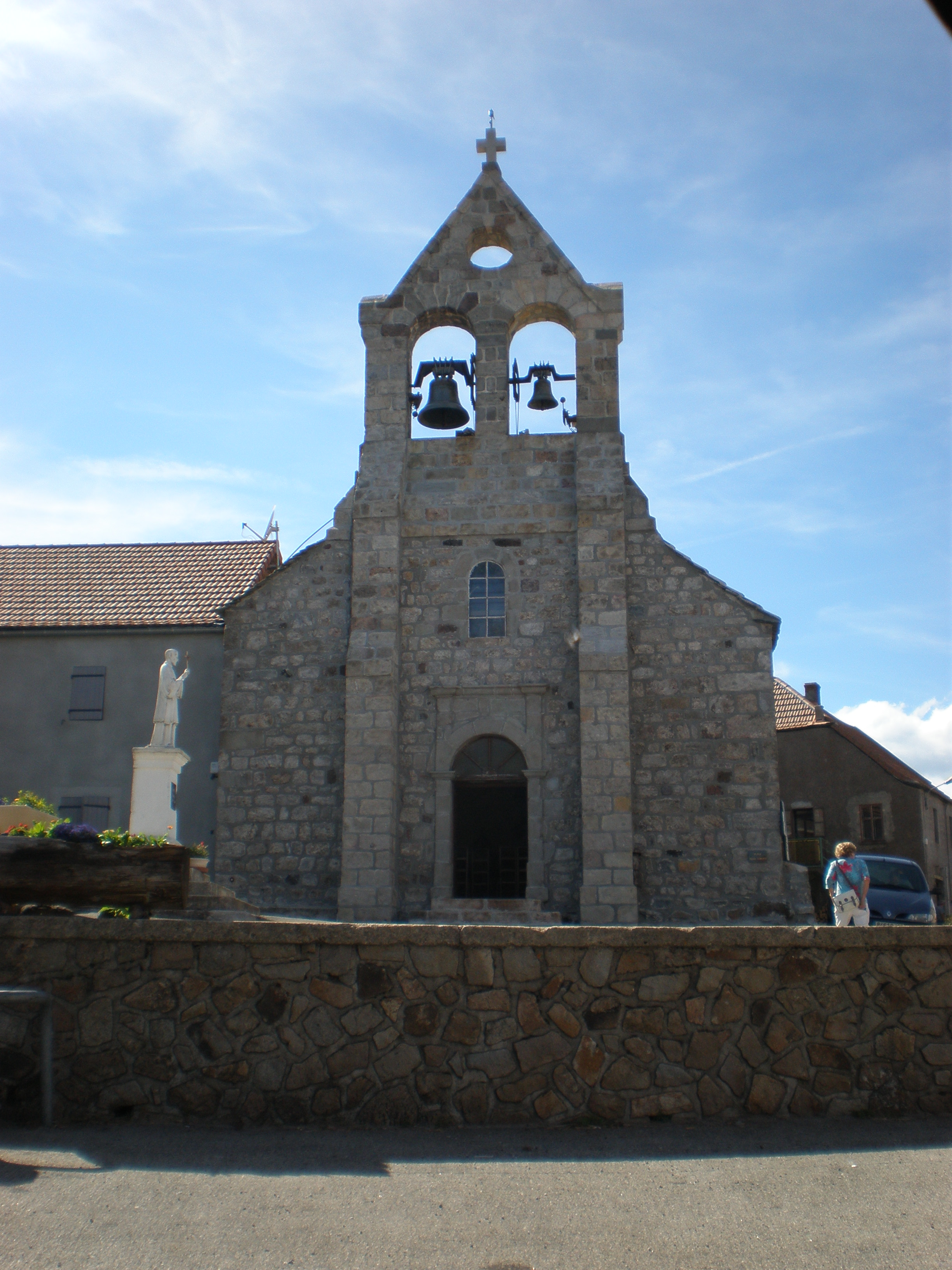
Kościół (2008)

Lachamp-Raphaël – miejscowość i gmina we Francji, w regionie Owernia-Rodan-Alpy, w departamencie Ardèche.
Według danych na rok 1990 gminę zamieszkiwało 115 osób, a gęstość zaludnienia wynosiła 8 osób/km² (wśród 2880 gmin regionu Rodan-Alpy Lachamp-Raphaël plasuje się na 1506. miejscu pod względem liczby ludności, natomiast pod względem powierzchni na miejscu 814.).